# Svinaherden
Svinaherden eller Prinsessan och svinaherden (danska: Svinedrengen) är en konstsaga av den danske författaren H.C. Andersen från 1841. Den handlar om en prins som förklär sig till svinaherde för att uppvakta en prinsessa.
Prinsen, som har ett litet kungarike, vill gifta sig. Vid hans fars grav finns en rosenbuske som bara blommar en gång vart femte år, och bara med en endaste blomma, men den rosen doftade så gott att man glömde alla sina bekymmer och sorger. Den rosenbusken, och en näktergal som kunde sjunga så som alla sånger fanns i den, gav han till en prinsessa. Men hon blev besviken över att de var äkta. Han klär då ut sig till svinaherde och får anställning hos hennes far, kejsaren. 
Svinaherden tillverkar en gryta med ringklockor runt som spelar när vattnet i grytan kokar. Den vill prinsessan ha och han säljer den till henne för 10 kyssar. Därefter tillverkar han en skallra som han vill ha 100 kyssar för. Hennes far kommer på dem vid 87:e kyssen och kastar ut dem båda ur kungariket. 
Prinsessan beklagar sig att hon tidigare avvisat prinsen. Svinaherden tvättar då av sig och avslöjar att han i själva verket är prinsen, innan han avvisar henne eftersom hon inte uppskattade det som var äkta.